# Виль-Чигас
Виль-Чигас — деревня в Кудымкарском районе Пермского края. Входила в состав Белоевского сельского поселения. Располагается северо-западнее от города Кудымкара на реке Чейкасшор. Расстояние до районного центра составляет 21 км. По данным Всероссийской переписи населения 2010 года, в деревне проживало 10 человек (6 мужчин и 4 женщины).

## История
По данным на 1 июля 1963 года, в деревне проживало 111 человек. Населённый пункт входил в состав Белоевского сельсовета.